# إدريس بلعمري
دريس بلعمري (1982 المغرب) هو لاعب كرة قدم مغربي.

## روابط خارجية
- إدريس بلعمري على موقع قاعدة بيانات كرة القدم.إي يو (الإنجليزية)